# Fördömda själar
Fördömda själar (engelsk titel: Condemned Souls) är en svensk långfilm från 2018 där både regi och manus är skrivet av Patryk Turzyniecki. Filmen hade svensk biopremiär 17 augusti 2018 under Göteborgs kulturkalas på Bio Roy. 

## Handling
Sex vänner är på väg ut i skogen för att campa. Men resan blir inte som de tänkt sig.

## Rollista (i urval)
- Mattias Kindberg - Mattias
- Sanna Forsén - Amanda
- Ellen Jurland - Kelly
- Emil Sloberg - Joel
- Rozbe Raho - Daniel
- Sanne Broström - Jenny